# فرودگاه نویابرسک
فرودگاه نویابرسک (به روسی: Аэропорт Ноябрьск) فرودگاهی عمومی واقع در نویابرسک در یامالو-ننتس در کشور روسیه است که توسط UTair اداره می‌شود.

## شرکت‌های هواپیمایی و مقصدهای پروازی
| شرکت‌های هواپیمایی | مقصدهای پروازی                                |
| ----------------- | --------------------------------------------- |
| KrasAvia          | تسنترالنی (آغاز از ۷ مه ۲۰۱۷), اوفا           |
| نورداستار         | یملیانو                                       |
| RusLine           | کولتسوو                                       |
| اس۷ ایرلاینز      | تولمچوا                                       |
| یوتی‌ایر اوییشن    | ونوکووا فصلی: آناپا، پاشکوفسکی، تولمچوا، سوچی |
| یامال ایرلاینز    | دوموده‌دوو، سالخارد، رسچینو                    |